# Ricardo Gil Lavedra
Ricardo Rodolfo Gil Lavedra (Buenos Aires, 24 de julio de 1949) es un abogado, juez y político argentino. Fue designado por la última dictadura cívico-militar argentina (1976–1983) como secretario de la Procuración General de la Nación en 1976; luego integró el tribunal que en 1985 realizó el juicio a las Juntas. Durante el gobierno de Fernando de la Rua fue designado ministro de Justicia y Derechos Humanos de la Nación entre 1999 y 2000, y fue el presidente del Bloque de Diputados de la Unión Cívica Radical en el Congreso de la Nación. Según el periodista Horacio Verbitsky trabajó como abogado defensor de la empresa Vicentin contra el Estado argentino, en el año 2020.
En mayo de 2022, tras triunfar en las elecciones realizadas al efecto, asumió como presidente del Colegio Público de la Abogacía de la Capital Federal

## Biografía
Ricardo Gil Lavedra nació en la ciudad de Buenos Aires el 24 de julio de 1949. Hijo único, su madre Beatriz Lavedra, docente de Geografía en la ciudad de Victoria, Entre Ríos. 
Su padre fue Ricardo Gil, oficial de Aeronáutica, teniente primero de la Fuerza Área.
En 1962 aprobó el examen e ingresó al Liceo Militar General San Martín, de donde egresaría en el año 1966.
En 1967 ingresó a la Facultad de Derecho y Ciencias Sociales de la Universidad de Buenos Aires, donde se graduó en 1972. Gil Lavedra está divorciado y es padre de cuatro hijos.
En 1973 fue secretario relator de la Suprema Corte de Justicia de la Provincia de Buenos Aires, En 1976 fue designado por Jorge Rafael Videla como procurador general en la Corte Suprema de Justicia de la Nación y ocupó ese cargo hasta 1978. en 1976 fue designado secretario letrado de la Corte Suprema de Justicia de la Nación, cargo que sostuvo hasta 1978.
Entre 1979 y 1983 desarrolló su actividad en el ámbito privado como Subgerente de Asuntos Legales del grupo Pérez Companc.
Entre 1984 y 1987 se desempeñó como juez de la Cámara Nacional de Apelaciones en lo Criminal y Correccional de la Capital Federal. Integró el tribunal que juzgó a las Juntas Militares. En 1988 fue designado por el entonces presidente Raúl Alfonsín como Secretario del Interior, cargo que ejerció hasta 1989.
En 1992 tomó relevancia en los medios, ya que fue defensor de Diego Armando Maradona, en la causa por tenencia de drogas, donde se obtuvo el permiso que permitió al futbolista reanudar su carrera, luego de su salida del Napoli, y poder volver a jugar en el Sevilla. Maradona había solicitado autorización a la jueza Amelia Berraz de Vidal, la supervisora de su proceso de recuperación tras su adicción a las drogas para poder viajar a Europa. La causa contra Maradona por consumo de cocaína comenzó en 1991 en medio de un resonante escándalo.
En 1999 fue designado por el presidente Fernando De la Rúa como Ministro de Justicia y Derechos Humanos de la Nación, que desempeñó hasta octubre de 2000.
En las elecciones de 2007 fue candidato a senador nacional por la Ciudad de Buenos Aires representando a la UCR, luego de elecciones internas del partido en las que obtuvo la mayoría de votos frente a Rodolfo Terragno. Su candidatura se integraba a la boleta de UNA (Una Nación Avanzada), que no alcanzó los votos necesarios para obtener bancas. Para las elecciones legislativas de 2009 fue candidato a diputado nacional por la misma ciudad, junto a Alfonso Prat Gay y Elisa Carrió representando al Acuerdo Cívico y Social, obteniendo un escaño.
En 2013 Gil Lavedra encabezó el listado de precandidatos a Diputados Nacionales por la Ciudad Autónoma de Buenos Aires por UNEN, pero no superó el mínimo necesario de votos que le hubieran permitido participar en las elecciones generales.
En 2014 fue abogado defensor del fiscal José María Campagnoli.Entre 1979 y 1983 desarrolló su actividad en el ámbito privado como Subgerente de Asuntos Legales del grupo Pérez Companc. Ese año, logró que la Corte Suprema de Justicia de la Nación se pronunciara a su favor en un caso que involucra el derecho de acceder a la información en poder del Estado. El 14 de octubre, el Tribunal resolvió no hacer lugar a un recurso extraordinario que había interpuesto el Estado Nacional y, en consecuencia, dejó firme la sentencia de la Cámara Nacional en lo Contencioso Administrativo Federal que obligaba a la Inspección General de Justicia a suministrar información sobre las sociedades Ciccone Calcográfica S.A., luego transformada en Compañía de Valores Sudamericana S.A., y The Old Fund.
Al año siguiente, junto al estudio jurídico de Carlos Rosenkrantz, patrocinó a la provincia de Santa Fe en un juicio contra la Nación por la detracción ilegal del 15 % en favor de la ANSES. El 24 de noviembre de 2015 se obtuvo una sentencia favorable de la Corte Suprema de Justicia, que obligó a replantear todo el sistema de distribución de fondos a las provincias. El Estado nacional devolvió a las provincias ese porcentaje.
En 2016 fue nombrado coordinador del programa Justicia 2020, una iniciativa creada con el objetivo de mejorar las prácticas judiciales. El programa fue elaborado por el exministro de Justicia Germán Garavano, quien fue director académico de FORES (Foro de Estudios para la Administración de Justicia). De acuerdo con La Izquierda Diario, esta organización es el think thank jurídico de grandes multinacionales y dentro de sus auspiciantes se encuentran la Cámara de Comercio de los Estados Unidos, los bancos Galicia y Santander Río, Telefónica y la empresa Ledesma, propiedad de Carlos Pedro Blaquier. De acuerdo a Horacio Verbitsky la organización fue fundada por Jaime Lamont Smart, quien fue funcionario durante la dictadura y el único civil condenado por su participación en el “Circuito Camps”.
El 6 de noviembre de 2018 quedó oficializado como conjuez de la Corte Suprema de Justicia de la Nación, en el Decreto 1022/2018 del Poder Ejecutivo Nacional (P.E.N.).
En 2019 (como ya lo había hecho en 2013 con el fallo "Zamora") intervino ante la Corte Suprema de Justicia de la Nación en dos casos de una importante relevancia institucional, para evitar la reelección indefinida de gobernadores provinciales. En los fallos: “Casas” y “Weretilneck”, donde la Corte Suprema ratificó la prohibición constitucional de un tercer mandato consecutivo.

## Activista Pro-Aborto
Gil Lavedra tuvo un papel importante en la defensa de la legalización del aborto. Se mostró públicamente en favor de que el cuerpo de la mujer deje de ser utilizado como instrumento para una finalidad y defendió su autonomía, la posibilidad de que la mujer pueda establecer su propio plan de vida: decidir ser madre o no. El 31 de mayo de 2019 asistió a la decimoquinta jornada de debate por la legalización del aborto en Argentina en el 15.º plenario de comisiones del Congreso de la Nación, donde se lo invitó a manifestar su posición en favor de la legalización del aborto. Gil Lavedra sostuvo que: “la democracia se legitima con la discusión de los asuntos públicos”, “nadie está en desacuerdo con que el aborto es una circunstancia no deseable” y que “lo que estamos discutiendo es si se mantiene la criminalización de la mujer”. En la misma forma, fue invitado a la comisión compuesta en el Senado sobre el mismo proyecto.

## Críticas y controversias
En noviembre de 1999 el juez español Baltazar Garzón pidió la detención preliminar para solicitar la extradición de 98 represores argentinos. El entonces Ministro de Justicia, Ricardo Gil Lavedra sostuvo que el juez español debía pedir la extradición y que Argentina se sujetaría al tratado en la materia. A raíz de ello, en junio del año 2000 fue denunciado penalmente junto al Ministro de Relaciones Exteriores y Culto Adalberto Rodríguez Giavarini y otro alto funcionario de la Cancillería, por presuntas irregularidades en el trámite de detención y extradición de militares argentinos reclamados por el juez español Baltazar Garzón. La denuncia presentada en conjunto por tres organizaciones de defensa de los derechos humanos, entre ellas la Liga Argentina por los Derechos del Hombre y el Movimiento Ecuménico por los Derechos Humanos, impulsaba la investigación sobre la presunta comisión del delito de incumplimiento de los deberes de funcionario público.
Poco después fue denunciado por supuestos beneficios a directivos del Banco Galicia en una causa judicial, junto a Diana Conti y Fernando de Santibañes por el exfiscal Moreno Ocampo, quien defendía los intereses de Marisa Escasany, una accionista minoritaria del banco, sin embargo, esa denuncia fue desestimada por ser considerada falsa.
En abril de 2015 se anunció que Ricardo Gil Lavedra se haría cargo de la defensa del exjuez Ricardo Lona, bajo cuya custodia y jurisdicción, en 1976 fueron asesinados once presos políticos en la masacre de Palomitas y el gobernador de Salta, Miguel Ragone.Las asociaciones de derechos humanos y familiares de las víctimas expresaron su repudio ante la decisión de Gil Lavedra de asumir la defensa del magistrado salteño. Un sector del radicalismo lo cuestionó por esta decisión, considerada como contraria a la tradición de la UCR en la defensa de los derechos de los ciudadanos. En declaraciones periodísticas, Gil Lavedra dijo que aceptó defender a Lona porque lo creía inocente, de lo contrario no hubiera aceptado.
En 2016, en declaraciones periodísticas, Gil Lavedra se manifestó a favor terminar con los juicios y causas por delitos de lesa humanidad perpetrados durante el terrorismo de Estado, "hay que terminar estos procesos, no pueden seguir eternamente" declaró. Aunque aclaró que se refería a la edad y condiciones de salud de los procesados, y calificó de "plan criminal" la utilización por los mismos del secuestro, la tortura y la desaparición. En 2007 Gil Lavedra junto a Andrés D'Alessio redactaron un proyecto para acelerar los juicios de lesa humanidad que el bloque de senadores de la UCR presentó para su tratamiento. Ya se había manifestado a favor de acelerar los procedimientos: “Creo que es necesario establecer normas serias, respetables, que las discutamos para poder terminar los juicios" sostuvo.
Ricardo Gil Lavedra representó en 2016 a la vicepresidenta Gabriela Michetti, investigada por lavado de dinero a través de la Fundación SUMA, la cual preside, causa donde el Juez titular del Juzgado Nacional en lo Criminal y Correccional Federal 4, Ariel Lijo, dispuso sobreseer a la exvicepresidenta.
En 2017 actuó como defensor del radical José Cano, que afrontaba un proceso penal por supuestos negociados con Corea del Sur. El fiscal que intervenía en el caso realizó una investigación preliminar sobre el viaje de tres personas vinculadas a Cano, que habían ido a Corea del Sur para concretar un negocio en nombre del Estado por el que habría efectuado un pedido coimas. José Cano no fue imputado y en declaraciones periodísticas, Gil Lavedra dijo que "la denuncia era un invento, una operación en la que se buscaba involucrar a Cano en un hecho de corrupción".
En 2018 el periodista Raúl Bercovich reveló que la AFIP al mando de Alberto Abad realizó una millonaria contratación del estudio del diputado Gil Lavedra, para “brindar sus servicios profesionales de asesoramiento en el marco de la causa 15.734/08 denominada ‘Kirchner, Néstor y otros sobre asociación ilícita’". En declaraciones periodísticas, Gil Lavedra dijo que la contratación era para intervenir en la causa de Cristóbal López porque había abogados de la AFIP imputados en la causa, y que cobraba por horas y con un tope, todo certificado por la Dirección de Asuntos Jurídicos de la AFIP.
Integra el grupo de abogados defensores de los directivos de la empresa chilena que opera la mina Los Pelambres, en la causa que investiga la responsabilidad por los daños ocasionados al medio ambiente en el departamento Calingasta, provincia de San Juan. La denuncia penal apunta a la posible comisión de delitos de usurpación de terrenos y agua, contaminación y daño ambiental. Como apoderado de la empresa chilena, cuestionó la jurisdicción de los tribunales de la provincia de San Juan, en un intento de apartar a la Justicia argentina de la investigación. La Cámara Federal de Casación Penal rechazó su reclamo. Como Chile había autorizado la colocación de los residuos, por un error en su cartografía, ofreció retirarlos, lo que se materializó en un acuerdo internacional que firmó con la República Argentina. En cumplimiento de ese acuerdo y de una medida cautelar dictada por el fuero federal de San Juan, la empresa Las Pelambres se comprometió a retirar los residuos. En marzo de 2020 ya se habían retirado más del 30% de los escombros.

## Conferencias y publicaciones
Ricardo Gil Lavedra participó en numerosas conferencias y congresos de su especialidad. Publicó artículos en revistas especializadas y fue coautor con otros juristas de trabajos de investigación.
- El presidencialismo atenuado - El Jefe de gabinete. OCLC 849023769. Artículo.
- «La reforma del sistema de enjuiciamiento y la consolidación democrática». Revista del Centro de Estudios Constitucionales (Madrid) (6): 127-141. 1990. ISSN 0214-6185. Artículo.[75]
- «Lineamientos para una política criminal en materia de seguridad ciudadana». Revista del Centro de Estudios Constitucionales (Madrid) (8): 69-78. 1990. ISSN 0214-6185. Artículo.[76]
- El nuevo Poder Ejecutivo, en "Interpretando la Constitución", Ciudad Argentina, Bs. As., 1995.
- Asociación Mutual Israelita Argentina; Delegación de Asociaciones Israelitas Argentinas (1997). La Denuncia. Serie Espejo de la Argentina. Planeta. ISBN 9789507428937. Documento de investigación que incluye el dictamen de los juristas, León Arslanián, Andrés D'Alessio, Ricardo Gil Lavedra y Raúl Zaffaroni.
- Consejo de la Magistratura, Colección Temas Jurídicos Fundación Omega Seguros, Bs.As. 1997.
- Legalidad vs. Acusatorio (Una falsa controversia), Cuaderno de Doctrina y Jurisprudencia Penal Año 3 n.º 7, Ad hoc., Bs.As., 1997.
- Décimo Congreso de las Naciones Unidas sobre prevención del delito y tratamiento del delincuente. 2000. OCLC 81194839. Artículo. Viena, 10 al 17 de abril del 2000: intervención en el Segmento de Alto Nivel.
- Prevención del lavado de dinero en el sector financiero. AD-HOC. 2001. ISBN 9789508943316. En coautoría con Pacífico Rodríguez Villar y Mateo Germán Bermejo.
- El Poder Judicial y su relación con el Poder Ejecutivo, en Conference on Democratic Transition and Consolidation “Fundación para las Relaciones Internacionales y el Diálogo Exterior” (FRIDE), Madrid- Ediciones Siddharth Meta, 2001.
- Un vistazo a las Reformas Constitucionales en Latinoamérica, “Seminario en Latinoamérica de Teoría Constitucional y Política” (SELA 2002) (publicado en internet).
- Justicia transicional en Argentina: el papel de los tribunales penales. Madrid: Centro de Estudios Políticos y Constitucionales. 2009. OCLC 803278006. Artículo.
- The Possibility of Criminal Justice: the Argentinean Experience (en inglés). Routledge. 2012. OCLC 778019743. Artículo.
- «Cómo fortalecer las capacidades y las responsabilidades de las provincias». Democracia y desarrollo 2: Los desafíos institucionales de la Argentina: representativo, republicano, federal (1ª edición) (Planeta). 2015. ISBN 9789504949183. OCLC 945667339. Panel del segundo encuentro organizado por el Grupo Clarín, en el MALBA, junto a Alberto Díaz-Cayeros, Luis Alberto Romero, Jorge Sarghini, Rogelio Frigerio, Juan Manuel de la Sota, Juan Manuel Urtubey, Jorge Sapag, Alfredo Cornejo.